# Hirpinos
Los hirpinos (latín Hirpini) fueron un pueblo del centro de Italia, de etnia samnita, pero a menudo considerados un grupo separado. Vivían al sur de la región del Samnio, en un territorio montañoso en el límite con Lucania al sur y Pulla al este, y con su límite occidental en Campania. 

## Etimología
Su nombre, según los autores antiguos derivaba de la palabra sabina o samnita «hirpus», cuyo significado es lobo.

## Geografía
Su territorio tenía una laguna, hecha famosa por Virgilio, llamada Lago de Amsanctus. El país estaba travesado por vías secundarias que se unían a la Vía Apia, que iba de Capua a Beneventum con una bifurcación hacia Aeculanum, Romulea y Aquilonia, que llegaba hasta Tarento. La Vía Trajana pasaba por Beneventum y Equus Tuticus, hasta Aecae, en la Apulia, y después por Canusium hasta Brundisium.

## Historia
Su nombre aparece en la historia durante las guerras samnitas. Malaventum (después Beneventum), ciudad de los hirpinos, es mencionada repetidamente como teatro de operaciones. En aquel tiempo, los hirpinos formaban parte de la Liga Samnita. 
En 268 a. C., cuando una colonia romana se estableció en Beneventum, ya habían sido sometidos a Roma. 
En la segunda guerra púnica, los hirpinos aparecen como un pueblo separado e independiente de los samnitas. Los hirpinos fueron uno de los primeros pueblos que en 216 a. C. se declaró a favor de Aníbal, después de la Batalla de Cannas. Pero la colonia romana de Beneventum, que controlaba el país de los hirpinos, nunca cayó en manos de los cartagineses y en 215 a. C., los romanos dirigidos por el pretor Marco Valerio Levino ocuparon a menos tres ciudades de los hirpinos, mencionadas como Vescellium, Vercellium, y Sicilinum. 
En 214 a. C., el territorio de los hirpinos fue teatro de las operaciones del general Hannón contra Tiberio Sempronio Graco y en 212 a. C. del mismo general cuando preparaba el asedio de Capua. En 209 a. C., Aníbal perdió el centro de Italia y los hirpinos se sometieron a Roma y obtuvieron condiciones favorables, pero una parte del territorio fue confiscado y pasó a Roma, a manos de nobles romanos.
Tras la guerra Social, los hirpinos, al igual que todos los demás itálicos, lograron obtener la plena ciudadanía romana a través de la Lex Plautia Papiria, volviéndose definitivamente parte integrante de la Italia romana.
Augusto, en su subdivisión regional de Italia, separó a los hirpinos de los samnitas y los incluyó en la Regio II Apulia et Calabria (dentro del territorio de Apulia), mientras que el territorio del Samnio fue incluido en la Regio IV Samnium.

## Ciudades
Las ciudades de los hirpinos fueron:
- Beneventum
- Aeculanum
- Abellinum
- Compsa
- Aquilonia
- Romulea
- Trivicum
- Equus Tuticus
- Murgantia
- Ligures Barbiani (colonia ligur establecida en 180 a. C.)
- Ligures Corneliani (colonia ligur establecida en 180 a. C.)
- Vescellium
- Vercellium
- Sicilinum
- Ferentinum
- Fratulum
- Taurasia
- Aletrium